# Dominik (zagrebački biskup)
Dominik (? – Zagreb, oko 1201.), dvanaesti zagrebački biskup.

## Životopis
Spominje se u ispravama kao zagrebački biskup između 1193. i 1201. godine. Ne zna se pouzdano trajanje njegove biskupske službe. Za vrijeme građanskog rata između kralja Emerika i hercega Andrije Dominik se nije priklonio nijednoj od zaraćenih strana i primao je povlastice od obojice vladara Za njegova biskupovanja Zagrebačka biskupija dobila je desetinu u Krapini, Okiću i Podgorju, posjed Kamenik kraj Miholca i Križevaca i drugo. Pokopan je u zagrebačkoj katedrali, ispod oltara Sv. Mihovila.

## Vanjske poveznice
Mrežna mjesta
- Dominik (1190. - 1206.), životopis na stranicama Zagrebačke nadbiskupije

| Titule u Katoličkoj Crkvi | Titule u Katoličkoj Crkvi       | Titule u Katoličkoj Crkvi |
| ------------------------- | ------------------------------- | ------------------------- |
| prethodnik Ugrin Csák     | zagrebački biskup 1193. – 1205. | nasljednik Gothard        |